# Condado de Henderson (Kentucky)
O Condado de Henderson é um dos 120 condados do Estado americano de Kentucky. A sede do condado é Henderson, e sua maior cidade é Henderson. O condado possui uma área de 1 210 km² (dos quais 70 km² estão cobertos por água), uma população de 44 829 habitantes, e uma densidade populacional de 39 hab/km² (segundo o censo nacional de 2000). O condado foi fundado em 1799.